# Bazální tělísko

Nákres eukaryotního bičíku: (1) axonema (2) cytoplazmatická membrána (3) intraflagelární transport (4) bazální tělísko (5) průřez bičíkem (6) trojice mikrotubulů z bazálního tělíska

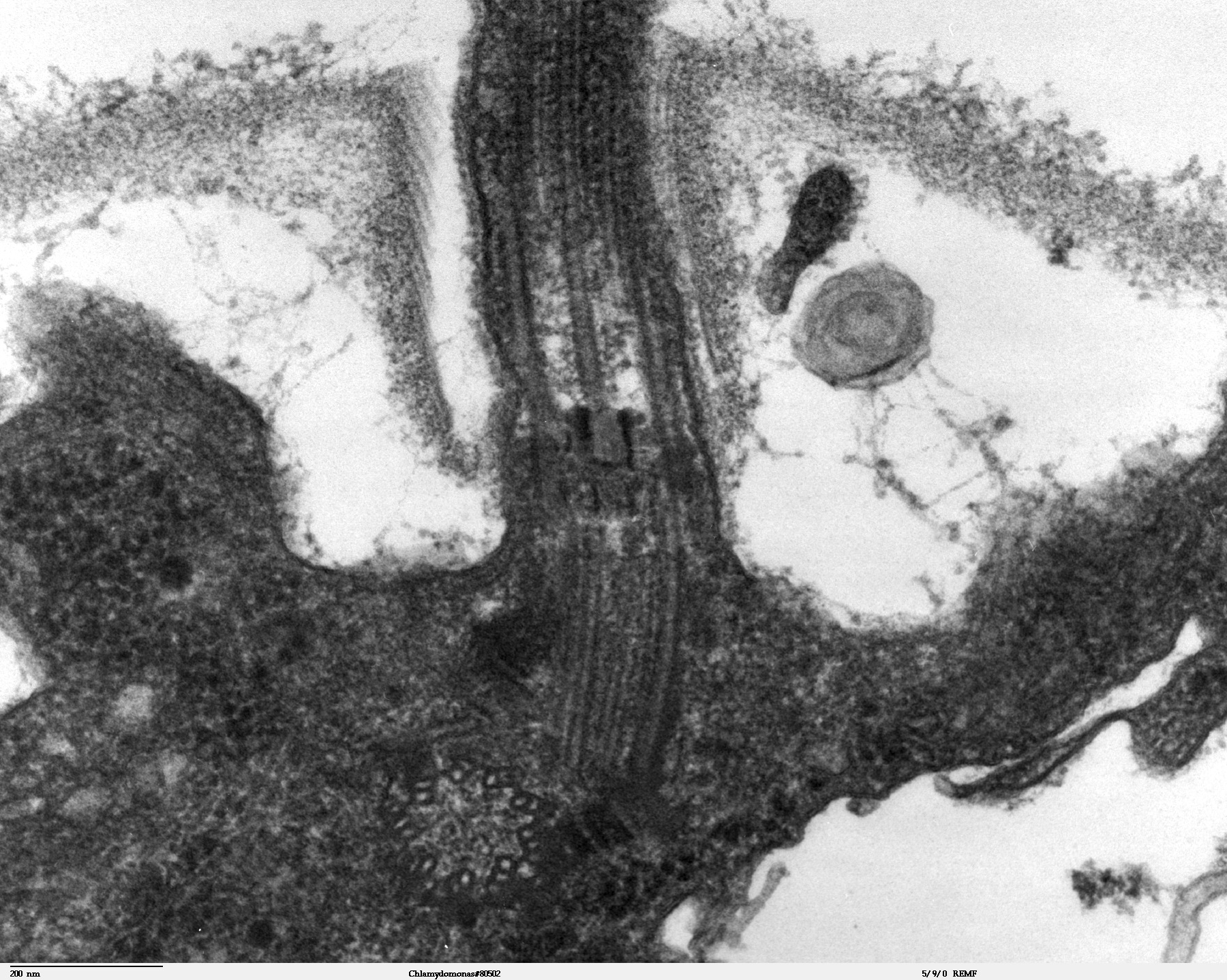
Oblast bazálního tělíska na fotografii z elektronového mikroskopu; buňky z řasy Chlamydomonas

Bazální tělísko či kinetozom je struktura uvnitř eukaryotických buněk, která je tvořena mikrotubuly a dalšími bílkovinami a vyskytuje se na bázi bičíků a řasinek. Je tvořeno devíti trojicemi mikrotubulů a vyrůstá z něj vlastní bičík tvořený především axonemou. Bazální tělísko má válcovitý tvar o velikosti 300–500 nm na délku a asi 120–150 nm v průměru.
Bazální tělíska vykazují podobnost s centriolami (dalšími organelami eukaryotických buněk) a tak není překvapivé, že vznikají právě dělením centrioly a jejím vycestováním k membráně.